# Елијана Жијардини
Елијана Жијардини (порт. Eliane Giardini) је бразилска глумица.

## Биографија
Рођена је у Сорокаби, на југоистоку Бразила, у богатој породици италијанског порекла. Као дете показивала је интересовање за глуму, па је уз подршку родитеља рано заиграла у позоришту. Осамосталила се са седамнаест година и почела сама да се издржава. Уписала је Факултет драмских уметности у Сао Паулу и неколико година касније удала се за Паола Бетија, колегу са студија. Пар је 1977. добио кћерку Жулијану, а четири године касније Маријану, после чега су се растали. Године 2000. добила је улогу Назире у теленовели Забрањена љубав, сценаристкиње Глорије Перез, која је била приказивана у 32 земље. Годину дана касније тумачила лик Кајетане у историјској саги Кућа седам жена. Уследио је низ улога у ТВ-серијама и нискобуџетним филмовима да би 2009. добила улогу Индире у високобуџетној теленовели Индија - љубавна прича. Тренутно тумачи лик Хулије у серији Модерна времена.